# Potato Head Blues
Potato Head Blues è un brano strumentale jazz registrato nel 1927 da Louis Armstrong con il gruppo Hot Seven. La registrazione contiene un celebre solo di tromba di Armstrong, che è considerato un momento di svolta nell'affermazione del solismo improvvisato nel jazz.

## Registrazione
Nel maggio del 1927, Armstrong effettuò diverse sessioni di registrazione per la OKeh Records con il gruppo degli Hot Seven. Si trattava di una versione allargata degli Hot Five, gruppo con cui già dal 1925 aveva effettuato diverse registrazioni, grazie all'aggiunta di basso tuba e batteria. L'organico completo era dunque composto da Armstrong alla tromba, Johnny Dodds al clarinetto, John Thomas al trombone, Lil Hardin al piano, Johnny St. Cyr al banjo, Pete Briggs al basso tuba e Baby Dodds alla batteria. Potato Head Blues è il risultato più brillante di queste registrazioni, in cui Armstrong improvvisa un solo eccezionale dal punto di vista della tecnica strumentale e del controllo ritmico.

## Struttura
La denominazione blues nel titolo è dovuta alla prassi commerciale dell'epoca, che identificava i musicisti neri con le etichette blues e rag, ma non è indicativa della forma di questo brano. Potato Head Blues è infatti una composizione bitematica, strutturata come segue:
- Tema A (32 battute), esposizione del tema polifonico.
- Tema B (16 battute), solo preparato di tromba.
- Tema A1 (32 battute), solo preparato di clarinetto
- Transizione (4 battute), guidata dal banjo.
- Tema A2 (32 battute), solo improvvisato di tromba, su accompagnamento stop-time.
- Tema A3 (16 battute), esposizione del tema polifonico.

Il tema A è strutturato al suo interno come una forma song, costituita da quattro sezioni di otto battute secondo lo schema aba1c. A3 fa eccezione, essendo costituito solo dalla seconda metà della struttura, cioè dalle sezioni a1c.
L'inserimento del tema B dopo la prima esposizione di A è parte della prassi musicale dell'epoca. Negli arrangiamenti strumentali di brani vocali, infatti, era consuetudine utilizzare il verse della canzone come secondo tema: Armstrong essenzialmente ricalca questo tipo di struttura nella sua composizione. Nel complesso, la forma di Potato Head Blues è una via di mezzo tra le complesse strutture politematiche tipiche del ragtime e del jazz di New Orleans, e la forma chorus (costituita da un unico tema ripetuto) che prenderà piede nel jazz successivo.

## Nella cultura popolare
Nel film Manhattan del 1979, il protagonista Isaac Davis (interpretato da Woody Allen) cita la registrazione di Potato Head Blues tra le cose per cui valga la pena vivere.